# Alcalá de los Gazules
|  | Per a altres significats, vegeu «Ducat d'Alcalá de los Gazules». |

Alcalá de los Gazules és una ciutat a la província de Cadis, Andalusia, Espanya. L'any 2005 tenia 5.633 habitants. Se situa en els contraforts finals de la Sierra de Cádiz, formant part de la ruta del Toro. Els municipis més pròxims són Jerez de la Frontera, Los Barrios, San José del Valle, Medina Sidonia i Paterna de Rivera, a la província de Cadis, i Cortes de la Frontera, a la província de Màlaga. És conjunt històric artístic des de l'any 1984.

## Història
La història d'Alcalá es remunta al Paleolític superior, època de la qual es conserven diversos gravats a l'abric rupestre de la Laja de los Hierros. Cal destacar que a l'ermita de Nuestra Señora de los Santos, en el nucli urbà, es trobà l'anomenat bronze de Lascuta (189 aC), que els experts cataloguen com la primera epigrafia romana d'Espanya (es conserva al Museu del Louvre de París).
Els romans l'anomenaren Regina Turditania i els àrabs al-Qalat al-Yazula (fortalesa dels Gazules), nom que al·ludeix a la primera família o tribu àrab que dominà el territori per concessió del rei de Granada. En els períodes de l'Emirat i del Califat la població va pertànyer a la Coria d'Algesires. El 1248 la conquerí el rei Ferran III el Sant, però retornà a poder dels musulmans fins que el rei Alfons X el Savi la prengué el 1264 (en la seva Crònica, ja la cita com Alcalá de los Gazules) i la cedí a l'Orde de Santa Maria d'Espanya. Anys després va dependre del senyoriu dels Ribera –el primer fou Pedro Afán Enríquez de Ribera y Portocarrero–, Ducs d'Alcalá de los Gazules, als quals es deu la construcció de diversos edificis religiosos com l'església parroquial de Sant Jordi i els convents de Sant Domènec i de Sant Francesc.
Entre els segles xii i xiii els musulmans construïren a Alcalá una fortalesa que resistí en peu fins a la guerra del Francès (segle xix), quan la volaren les hosts franceses. Avui dia del vell castell, en estat de ruïna, encara es conserven alguns llenços de les muralles, diverses torrasses, dues portes, les dites De la Villa i La Nueva, la torre de l'homenatge, de planta rectangular, i restes d'una volta.
Des de 2006 la torre de l'homenatge està en procés de restauració amb la finalitat d'albergar un centre d'interpretació.